# Musca histrionica
Musca histrionica är en tvåvingeart som först beskrevs av Fabricius 1794.  Musca histrionica ingår i släktet Musca och familjen rotflugor. Inga underarter finns listade i Catalogue of Life.